# بالاسانا

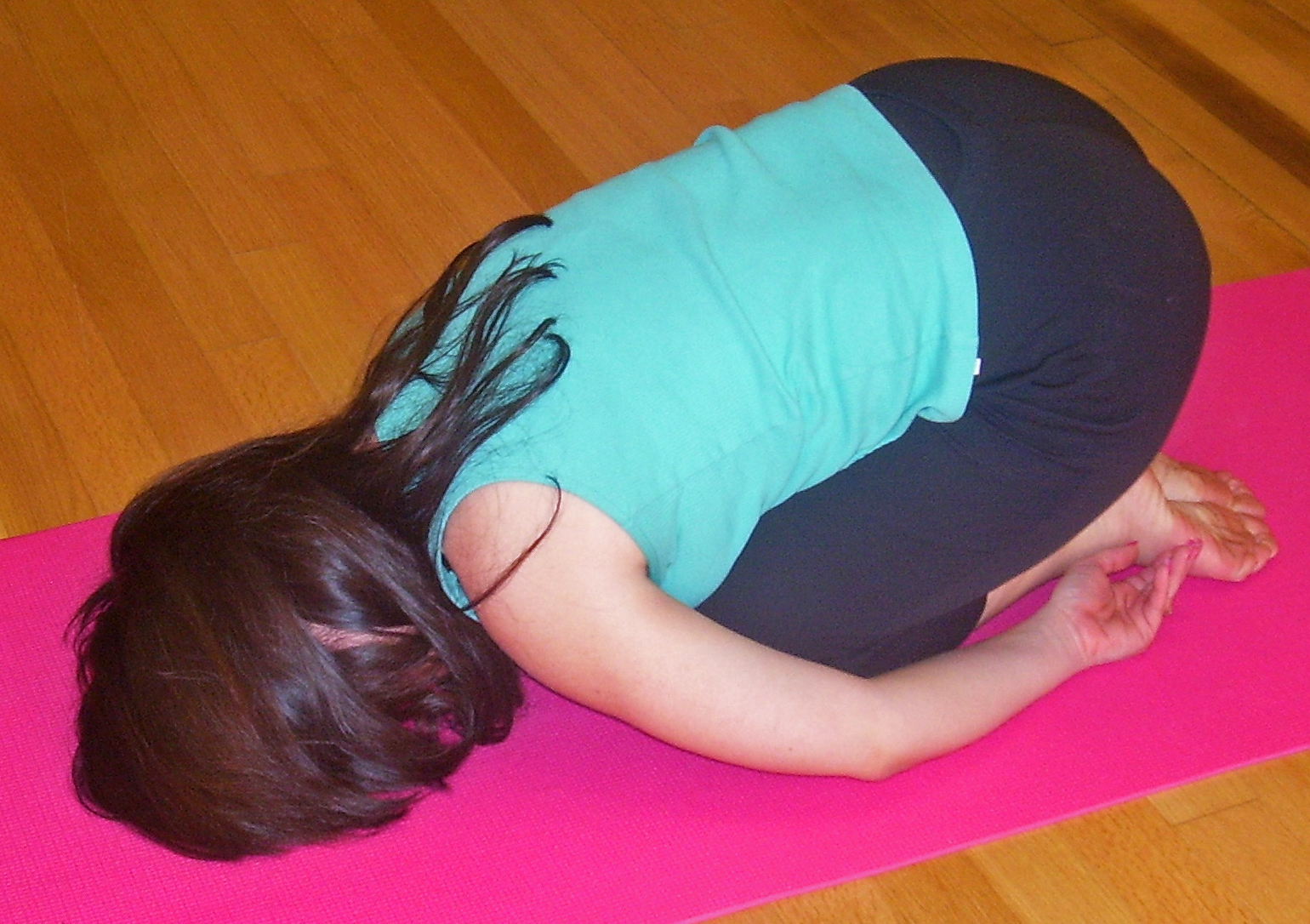
هاتا یوگا-وضعیت کودک

بالاسانا (سانسکریت: बालासन) وضعیت کودک، یا وضعیت استراحت کودک یک آسانای زانو زده در یوگا مدرن به عنوان ورزش است. بالاسانا یک آسانا ضد آساناهای مختلف است و معمولاً قبل و بعد از سیرساسانا انجام می‌شود.

## ریشه‌شناسی
این نام از کلمات سانسکریت बाल bala، «کودک» و आसन āsana، وضعیت گرفته شده‌است.
بالاسانا تا قرن بیستم توصیف نشده‌است. حالت مشابهی در ژیمناستیک ابتدایی نیلز بوخ در سال ۱۹۲۴ دیده می‌شود.
Ananda Balasana به عنوان Kandukasana (وضعیت توپ) در Sritattvanidhi قرن ۱۹ نشان داده شده‌است.

## شرح
از حالت زانو زده، پیشانی را روی زمین بیاورید و بازوها را در کنار بدن، کف دست‌ها به سمت بالا شل کنید.

## تغییرات

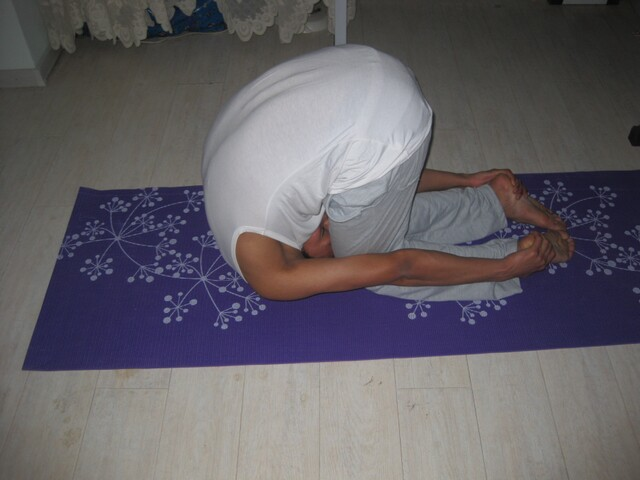
حالت خرگوش

در صورت نیاز و در دوران بارداری می‌توان زانوها را عمودی کرد. بازوها ممکن است جلوی سر کشیده شوند.